# The Fratellis
The Fratellis är ett indierockband från Glasgow, Skottland. Bandet bildades 2005 och debutalbumet Costello Music släpptes året därpå. Bandet har förutom debutalbumet släppt fyra EPs och ett flertal singlar.

## Bandmedlemmar
Nuvarande medlemmar
- Jon Fratelli (född John Paul Lawler 4 mars 1979 i Glasgow) – sång, gitarr
- Barry Fratelli (född Barry Wallace 23 april 1979) – basgitarr
- Mince Fratelli (född Gordon McRory 6 maj 1983) – trummor

Turnémedlemmar
- Will Foster – keyboard, piano

## Diskografi
Studioalbum
- Costello Music (11 september 2006)
- Here We Stand (9 juni 2008)
- We Need Medicine (2013)
- Eyes Wide, Tongue Tied (2015)
- In Your Own Sweet Time (2018)

Livealbum
- Live At Glasgow Barrowlands (2006)

EP
- The Fratellis EP (3 april 2006)
- Flathead EP (23 januari 2007)
- Ole Black 'n' Blue Eyes EP (11 juni 2007)
- The Soul Crush EP (8 september 2014)

Singlar
- "Henrietta" / "Cigarello" (2006)
- "Chelsea Dagger"/ "Dirty Barry Stole The Bluebird" (2006)
- "Whistle For the Choir" / "Nina" (2006)
- "Baby Fratelli" / "Ooh La Hot Love Live From Glasgow Barrowlands" (2007)
- "Mistress Mabel" / "Boy Done Good" (2008)
- "A Heady Tale" / "Lazybones" (2008)
- "Look Out Sunshine!" / "The Good Life" (2008)

DVD
- Edgy In Brixton - Live (2007)